# 第二神明道路
第二神明道路（だいにしんめいどうろ、英語: DAINI SHINMEI ROAD）は、兵庫県神戸市須磨区の須磨ICから同県明石市の明石西ICに至る国道2号のバイパスである。
西日本高速道路関西支社第二神明道路事務所が一般有料道路として管理している。
高速道路ナンバリングによる路線番号は、「E93」が割り振られている。

## 概要
月見山出入口からは阪神高速3号神戸線に、明石西ICからは加古川バイパスにそれぞれ接続する。名称に「第二」を冠しているのは兵庫県道21号神戸明石線が神明道路と呼ばれていたためである（現在は旧神明と呼ばれることが多い。また国道2号も神戸 - 明石間は神明国道と表現されることがある）。
伊川谷JCT/ICと玉津ICとの間で東京測地系東経135度を通過する所には日本標準時子午線を示すゲートが設置されている（このゲートにある時計は必ずしも正確ではない）。偶然にもこのゲートは、起点からほぼ13.5キロメートル (km) の地点に位置している。

### 路線データ
- 道路種別: 地域高規格道路（大阪圏都市圏自動車専用道路）
- 全長: 24.3 km[1]
- 道路規格: 第1種第3級（自動車専用道路）
- 車線数: 4車線
- 事業費: 125億円（1970年度以降の2車線拡幅分は43億5千万円）
- 最高速度: 70 km/h

## インターチェンジなど
- IC番号欄の背景色が■である部分については道路が供用済みの区間を示している。また、施設名欄の背景色が■である部分は施設が供用されていない、または完成していないことを示す。未開通のIC/JCT名は仮称。
- 路線名の特記がないものは市道。
- 全線兵庫県内に所在。

| IC 番号                       | 施設名                | 接続路線名                                           | 起点 から (km) | 備考                                               | 所在地 | 所在地 |
| ----------------------------- | --------------------- | ---------------------------------------------------- | -------------- | -------------------------------------------------- | ------ | ------ |
| 阪神高速3号神戸線 大阪方面    |                       |                                                      |                |                                                    |        |        |
| 1                             | 須磨IC                | 県道65号神戸加古川姫路線                             | 0.9            | 姫路方面出入口                                     | 神戸市 | 須磨区 |
| -                             | 須磨料金所            | -                                                    | 1.7            |                                                    | 神戸市 | 須磨区 |
| -                             | 垂水PA                | -                                                    | 3.2            | 姫路方面                                           | 神戸市 | 垂水区 |
| 2                             | 名谷JCT 名谷PA 名谷IC | 阪神高速5号湾岸線（第二神明北線） 県道21号神戸明石線 | 4.4            | 名谷JCTは神戸・大阪方面接続 名谷PAは神戸・大阪方面 | 神戸市 | 垂水区 |
| 3                             | 高丸IC                | -                                                    | 6.8            |                                                    | 神戸市 | 垂水区 |
| 4                             | 大蔵谷IC              | 県道21号神戸明石線                                   | 9.6            |                                                    | 神戸市 | 西区   |
| 5                             | 伊川谷JCT/IC          | 阪神高速7号北神戸線                                  | 12.4           | 姫路方面接続                                       | 神戸市 | 西区   |
| 6                             | 玉津IC                | 国道2号現道・国道175号                               | 15.2           |                                                    | 神戸市 | 西区   |
| -                             | 石ヶ谷JCT             | E94 第二神明道路北線（事業中）                       |                | 事業中                                             | 明石市 | 明石市 |
| -                             | 明石SA                | -                                                    | 18.2           |                                                    | 明石市 | 明石市 |
| 7                             | 大久保IC              | 県道148号大久保稲美加古川線 県道379号岩岡魚住線      | 19.5           |                                                    | 明石市 | 明石市 |
| -                             | 明石西料金所          | -                                                    | 24.1           |                                                    | 明石市 | 明石市 |
| 8                             | 明石西IC              | 県道514号志染土山線                                  | 24.3           |                                                    | 明石市 | 明石市 |
| 加古川バイパス 岡山・姫路方面 |                       |                                                      |                |                                                    |        |        |

- 大久保ICと明石西ICの間に播磨臨海地域道路と接続する明石西JCTの設置が計画されている。

## 歴史
現在の第二神明道路の名谷IC - 大蔵谷IC間は、もともと神明道路（放射道路神戸明石線）の一部として建設された区間である。神明道路は都心である神戸地区と将来発展が見込まれる東播磨地区とを効率的に結ぶ道路として1940年に着工された。1943年に第二次世界大戦の激化により工事は一時中断され、1948年に工事が再開されたが、後に戦争による財政困窮のため、最も建設が遅れていた山岳区間を日本道路公団による有料道路とすることとして、1960年に事業化された。当初計画では有料区間の中間ランプは名谷IC（初代、以下同）のみで、その左右の区間の別に料金を徴収する予定であったが、後に中間ランプは多聞IC・高丸IC・名谷ICの3つとし、名谷IC以東の区間を無料、それ以西の区間では利用ICにかかわらず均一料金とする計画に変更された。
神明道路は1964年に開通したが、予想を上回る利用があったことから直ちに拡幅構想が生まれた。有料区間は将来の4車線化を見据えた設計であったのに対して無料区間は完成2車線で作られていたため、東側では無料区間に並行する別線を設けて有料道路を延伸する方針が打ち出された。また西側でも、国道2号の混雑緩和のために、同様に有料道路を延伸して既に建設が始まっていた加古川バイパスに接続する「明石バイパス」が計画された。東側の延伸区間・既供用区間・明石バイパスは第二神明道路としてまとめられることとなり、1970年に開通、1972年に全線4車線化された。
1982年度から1989年度にかけて更なる拡幅事業が実施され、登坂車線設置、路肩拡幅による規制速度引き上げ、伊川谷ICと名谷パーキングエリアの新設、ICランプの線形改良、高倉山トンネルの線増、本線料金所のブース増設などが順次行われた。

### 年表
- 1964年（昭和39年）10月30日 : 神明道路の一部として現在の名谷IC - 大蔵谷IC間にあたる区間が開通（10月31日供用）[12][13][14]。
  - 当時のICは名谷IC（初代）・高丸IC・多聞ICの3つで、現在の名谷ICと大蔵谷ICの位置では単に神明道路無料区間（現在の県道神戸明石線）と直結されているだけであった。また、高丸ICに本線料金所があり、全ての車両に対してここで料金（均一）を徴収していた。
- 1970年（昭和45年）3月8日 : 第二神明道路として暫定2車線で全線開通[15][16]。東端は前年開通した阪神高速3号神戸線に、西端は同日に開通した加古川バイパスに接続。
  - このとき旧道との接続のために現在の名谷ICと大蔵谷ICが設置され、2つのICに接近していた名谷IC（初代）と多聞ICは廃止された。また、均一料金制から対距離料金制となり、全ての出入口に料金所が設置されたため高丸本線料金所も廃止された。
- 1972年（昭和47年）8月10日 : 全線4車線化完成。
- 1977年（昭和52年）
  - 2月1日 : 明石サービスエリアが供用[17][18]。
  - 4月1日 : 対距離料金制から東西二区間の均一料金制に変更[19]。大蔵谷ICと玉津ICの料金所を廃止。
  - この頃 : 明石舞子団地通過区間の環境対策工事が完了。
  - 9月22日 : 垂水パーキングエリアが供用[20]。
- 1985年（昭和60年）8月10日 : 阪神高速7号北神戸線（伊川谷JCT - 前開出入口間）の開通により伊川谷ジャンクション・インターチェンジが供用。
- 1995年（平成7年）
  - 1月17日 : 兵庫県南部地震（阪神・淡路大震災）により全線通行止め。[21]
  - 1月22日 : 伊川谷ICより西側の区間の通行止めを解除。
  - 1月28日 : 伊川谷ICより東側の区間の通行止めを解除。
- 1996年（平成8年） : 大久保IC上り線ランプを移設。
- 1998年（平成10年）4月5日 : 第二神明道路北線・阪神高速5号湾岸線（永井谷JCT - 垂水JCT - 名谷JCT）の開通により名谷ジャンクションが供用。
- 2019年（令和元年）4月1日 : 東西二区間の均一料金制から対距離料金制に変更。
- 2022年（令和4年）2月14日 : 大蔵谷ICの料金所の運用を開始[22]。

## 路線状況

### 車線・最高速度
| 区間                           | 車線 上下線=上り線+下り線 | 最高速度                    | 備考 |
| ------------------------------ | ------------------------- | --------------------------- | ---- |
| 阪神高速接続部 - 須磨TB        | 4=2+2                     | 50 km/h                     |      |
| 須磨TB - 高倉山トンネル西坑口  | 6=4+2                     | 上り線50 km/h 下り線70 km/h | ※1   |
| 高倉山トンネル西坑口 - 名谷JCT | 4=2+2                     | 70km/h                      | ※2   |
| 名谷JCT - 名谷PA               | 5=3+2                     | 70km/h                      | ※2   |
| 名谷PA - 明石西IC              | 4=2+2                     | 70km/h                      | ※2   |

- ※1: 上り線が右ルート、左ルートに分離。
- ※2: 一部区間に登坂車線あり。

### 料金
以前は3車種区分の均一料金であったが（後述）、2019年4月1日に5車種区分の対距離制料金に移行した。 ETC搭載車は利用した本線料金所とICのETCアンテナの通過により利用区間の料金が課金される。現金車は本線料金所やICの入口・出口料金所で当該料金所を利用した場合の最大料金が徴収され、料金所を2回通過する場合は1回目の料金所での支払時に発行された通行証を2回目の料金所で提示し利用区間料金との差額を支払うものとされている（1回目の料金所で発行された通行証を提示しない場合、2回目の料金所でも最大料金を徴収される）。
伊川谷JCT、玉津ICには料金所が設置されておらず、伊川谷 - 玉津間は通行料の設定がされているものの、料金所設置までの間ETC車・現金車とも無料で通行できる。
かつては全区間通して利用した場合の普通車の料金は320円であったが、対距離制料金移行後は480円となり、値上がりとなった。

### 2019年3月31日までの料金
須磨IC - 大蔵谷ICは東側区間料金210円（大型車310円、特大車720円）、玉津IC - 明石西ICは西側区間料金110円（大型車160円、特大車370円）。
須磨ICと明石西ICにはそれぞれ本線料金所が設置されており、全区間走行の場合は須磨料金所で210円（大型車310円、特大車720円）、明石西料金所で110円（大型車160円、特大車370円）の計320円（大型車470円、特大車1,090円）を支払うことになる。
阪神高速3号神戸線に乗り継ぐ場合は須磨料金所で阪神高速道路の通行料金510円 - 930円（大型車1,030円 - 1,850円）も併せて徴収されるため、この料金所での支払いは720円 - 1,140円（大型車1,340円 - 2,160円、特大車1,750円 - 2,570円）となっていたが阪神高速道路の料金徴収方法が変わり、須磨料金所での支払い料金は東側料金の210円のみ支払いとなった。かつては暫定的に阪神高速7号北神戸線から、白川JCT経由で阪神高速31号山手線の神戸長田出口 - 阪神高速3号神戸線の柳原入口からも乗り継ぐ（山手線からの乗り継ぎ限定）ことができた。2010年12月18日に阪神高速31号山手線の神戸長田 - 3号神戸線湊川JCT間が開通し、伊川谷JCTから阪神高速7号北神戸線・31号神戸山手線経由で3号神戸線湊川JCTに出れば、東側区間の料金が不要になる。
伊川谷JCT - 名谷JCTは第二神明道路と第二神明北線のどちらを通っても同一料金であり、回数券も共通であった。第二神明北線は両端で阪神高速道路を介して第二神明道路と接続しているが、伊川谷JCT - 永井谷JCT・垂水JCT - 名谷JCTのみを通行する場合、阪神高速の料金が徴収されることはない。
料金については下の表も参照のこと。
| 区間名   | 普通車 | 大型車 | 特大車 |
| -------- | ------ | ------ | ------ |
| 東側区間 | 210    | 310    | 720    |
| 西側区間 | 110    | 160    | 370    |

- 東側区間: 神戸市須磨区月見山町3丁目 - 神戸市西区伊川谷町別府（伊川谷JCT）、神戸市垂水区名谷町字入野（垂水JCT）- 神戸市西区伊川谷町伊吹（永井谷JCT）
- 西側区間: 神戸市西区伊川谷町別府（伊川谷JCT）- 明石市魚住町清水（明石西IC）

### 交通量
24時間交通量（台）　道路交通センサス
| 区間                              | 平成17（2005）年度 | 平成22（2010）年度 | 平成27（2015）年度 | 令和3（2021）年度 |
| --------------------------------- | ------------------ | ------------------ | ------------------ | ----------------- |
| 阪神高速接続部（月見山） - 須磨IC | 073,807            | 064,921            | 064,831            | 62,609            |
| 須磨IC - 名谷JCT                  | 093,910            | 081,685            | 081,804            | 75,378            |
| 名谷JCT - 名谷IC                  | 078,288            | 065,563            | 064,342            | 56,864            |
| 名谷IC - 高丸IC                   | 079,767            | 067,551            | 065,918            | 61,550            |
| 高丸IC - 大蔵谷IC                 | 076,044            | 064,878            | 063,045            | 59,799            |
| 大蔵谷IC - 伊川谷JCT/IC           | 073,373            | 065,940            | 064,776            | 58,535            |
| 伊川谷JCT/IC - 玉津IC             | 107,688            | 100,560            | 103,668            | 91,449            |
| 玉津IC - 大久保IC                 | 100,966            | 094,649            | 093,221            | 81,070            |
| 大久保IC - 明石西IC               | 088,037            | 083,196            | 082,492            | 71,074            |

（出典：「平成22年度道路交通センサス」・「平成27年度全国道路・街路交通情勢調査」・「令和3年度全国道路・街路交通情勢調査」（国土交通省ホームページ）より一部データを抜粋して作成）
- 令和2年度に実施予定だった交通量調査は、新型コロナウイルスの影響で延期された[24]。

1998年に明石海峡大橋が開通し、名谷JCT以東では急激に交通量が増えている。また、繁忙期には渋滞が阪神高速まで及ぶことがある。一方、ETCの普及で須磨料金所を先頭とする渋滞は減少した。

### 主なトンネル
- 月見山トンネル（月見山出入口 - 須磨本線料金所）: 上り線236 m、下り線228 m [25]
- 高倉山トンネル（須磨本線料金所 - 垂水PA）: 上り線（右・左ルート共に）538 m、下り線579 m [25]

### 道路管理者
- 西日本高速道路
  - 関西支社第二神明道路事務所: 全線（北線を含む）

### 所轄警察
- 兵庫県警察
  - 高速道路交通警察隊名谷分駐隊: 全線（北線を含む）[26]

### ハイウェイラジオ
- 須磨（須磨TB - 名谷JCT/IC）
- 大久保（大久保IC - 明石西TB）

## 地理

### 通過する自治体
- 兵庫県
  - 神戸市 - 明石市

### 道路の位置関係
（←岡山・姫路方面） 太子竜野バイパス - 姫路バイパス - 加古川バイパス - 第二神明道路 - 阪神高速3号神戸線・7号北神戸線（大阪方面→）

### 接続高速道路
- 阪神高速5号湾岸線（名谷IC/JCTで接続）
- 阪神高速7号北神戸線（伊川谷IC/JCTで接続）
- E94 第二神明道路北線（石ヶ谷JCTで接続：事業中）
- 播磨臨海地域道路（明石西JCTで接続：計画中）